# Соснін Володимир Миколайович
Володи́мир Микола́йович Сосні́н (15 травня 1983, Житомир, СРСР) — лейтенант Збройних сил України. Герой України.

## З життєпису
Поранений у часі боїв: у червні 2014 року поблизу села Селезнівка (Слов'янський район) у ході бою 27 військовиків зазнали поранень різних ступенів важкості; перебувавши під шквальним вогнем терористів, не могли самостійно залишити місце бою. Ризикуючи життям, Володимир Соснін особисто здійснив евакуацію особового складу з поля бою й надавав медичну допомогу.
У мирний час проживає у Житомирі, де міська рада виділила йому в жовтні 2014 року земельну ділянку.

## Нагороди
- Звання Герой України з врученням ордена «Золота Зірка» (23 серпня 2018) — за особисту мужність і героїзм, виявлені у захисті державного суверенітету та територіальної цілісності України, самовіддане служіння Українському народу[1][2]
- Хрест бойових заслуг (23 лютого 2024) — за особисту мужність, виявлену у захисті державного суверенітету та територіальної цілісності України, самовіддане виконання військового обов'язку[3]
- Орден «За мужність» III ст. (27 травня 2015) — за особисту мужність і високий професіоналізм, виявлені у захисті державного суверенітету та територіальної цілісності України, вірність військовій присязі[4]